# Поду-Доамней
Поду-Доамней (рум. Podu Doamnei) — село у повіті Джурджу в Румунії. Входить до складу комуни Клежань.
Село розташоване на відстані 31 км на південний захід від Бухареста, 48 км на північ від Джурджу.

## Населення
За даними перепису населення 2002 року у селі проживали 562 особи. Усі жителі села рідною мовою назвали румунську.
Національний склад населення села:
| Національність | Кількість осіб | Відсоток |
| -------------- | -------------- | -------- |
| румуни         | 546            | 97,2%    |
| цигани         | 16             | 2,8%     |